# Liste der IATA-Codes/P
Diese Teilliste führt alle IATA-Flughafencodes auf, die mit „P“ beginnen, und enthält Informationen zu den bezeichneten Verkehrsknotenpunkten.

## PA
| IATA | ICAO | Flughafen                                   | Ort                 | Region                                | Land            |
| ---- | ---- | ------------------------------------------- | ------------------- | ------------------------------------- | --------------- |
| PAA  | VYPA |                                             | Hpa-an              | Kayin-Staat                           | Myanmar         |
| PAB  | VEBU | Flughafen Bilaspur                          | Bilaspur            | Chhattisgarh                          | Indien          |
| PAC  | MPMG | Flughafen Panama–Albrook                    | Panama-Stadt        | Provinz Panamá                        | Panama          |
| PAD  | EDLP | Flughafen Paderborn/Lippstadt               | Paderborn/Lippstadt | Nordrhein-Westfalen                   | Deutschland     |
| PAE  | KPAE | Flughafen Everett                           | Everett             | Washington                            | USA             |
| PAF  | HUPA |                                             | Pakuba              | Distrikt Nwoya                        | Uganda          |
| PAG  | RPMP |                                             | Pagadian            | Zamboanga del Sur                     | Philippinen     |
| PAH  | KPAH | Barkley Regional Airport                    | Paducah             | Kentucky                              | USA             |
| PAI  |      |                                             | Pailin              | Pailin                                | Kambodscha      |
| PAJ  | OPPC | Flughafen Parachinar                        | Parachinar          | Stammesgebiete unter Bundesverwaltung | Pakistan        |
| PAK  | PHPA | Port Allen Airport                          | Hanapepe            | Hawaii                                | USA             |
| PAL  | SKPQ | Aeropuerto Palanquero                       | La Dorada           | Cundinamarca                          | Kolumbien       |
| PAM  | KPAM | Tyndall Air Force Base                      | Panama City         | Florida                               | USA             |
| PAN  | VTSK |                                             | Pattani             | Pattani                               | Thailand        |
| PAO  | KPAO |                                             | Palo Alto           | Kalifornien                           | USA             |
| PAP  | MTPP | Aéroport international Toussaint Louverture | Port-au-Prince      | Département Ouest                     | Haiti           |
| PAQ  | PAAQ | Municipal Airport                           | Palmer              | Alaska                                | USA             |
| PAR  | n/a  | Metropolitan Area                           | Paris               |                                       | Frankreich      |
| PAS  | LGPA | Flughafen Paros                             | Paros               | Südliche Ägäis                        | Griechenland    |
| PAT  | VEPT | Flughafen Patna                             | Patna               | Bihar                                 | Indien          |
| PAU  | VYPK |                                             | Pauk                | Magwe-Region                          | Myanmar         |
| PAV  | SBUF | Flughafen Paulo Afonso                      | Paulo Afonso        | Bahia                                 | Brasilien       |
| PAW  |      |                                             | Pambwa              | Milne Bay Province                    | Papua-Neuguinea |
| PAX  | MTPX | Flugplatz Port-de-Paix                      | Port-de-Paix        | Département Nord-Ouest                | Haiti           |
| PAY  | WBKP |                                             | Pamol               | Sabah                                 | Malaysia        |
| PAZ  | MMPA | Flughafen Poza Rica                         | Poza Rica           | Veracruz                              | Mexiko          |

## PB
| IATA | ICAO | Flughafen                        | Ort             | Region             | Land       |
| ---- | ---- | -------------------------------- | --------------- | ------------------ | ---------- |
| PBB  | SSPN | Flugplatz Paranaíba              | Paranaíba       | Mato Grosso do Sul | Brasilien  |
| PBC  | MMPB | Flughafen Puebla                 | Puebla          | Puebla             | Mexiko     |
| PBD  | VAPR | Flughafen Porbandar              | Porbandar       | Gujarat            | Indien     |
| PBE  | SKPR |                                  | Puerto Berrío   | Antioquia          | Kolumbien  |
| PBF  | KPBF | Grider Field                     | Pine Bluff      | Arkansas           | USA        |
| PBG  | KPBG | Air Force Base                   | Plattsburgh     | New York           | USA        |
| PBH  | VQPR | Flughafen Paro                   | Paro            | Paro               | Bhutan     |
| PBI  | KPBI | Palm Beach International Airport | West Palm Beach | Florida            | USA        |
| PBJ  | NVSI |                                  | Paama           | Malampa            | Vanuatu    |
| PBK  |      |                                  | Pack Creek      | Alaska             | USA        |
| PBL  | SVPC | Bartolome Salom                  | Puerto Cabello  | Carabobo           | Venezuela  |
| PBM  | SMJP | Flughafen Suriname/Zanderij      | Paramaribo      | Paramaribo         | Suriname   |
| PBN  | FNPA |                                  | Porto Amboim    | Cuanza Sul         | Angola     |
| PBO  | YPBO |                                  | Paraburdoo      | Western Australia  | Australien |
| PBR  | MGPB | Flughafen Puerto Barrios         | Puerto Barrios  | Izabal             | Guatemala  |
| PBS  |      | Flughafen Patong Beach           | Patong          | Phuket             | Thailand   |
| PBU  | VYPT |                                  | Putao           | Kachin             | Myanmar    |
| PBY  | KPBY | Kayenta (Bedard Field)           | Kayenta         | Arizona            | USA        |
| PBZ  | FAPG |                                  | Plettenberg Bay | Westkap            | Südafrika  |

## PC
| IATA | ICAO | Flughafen               | Ort              | Region                      | Land                  |
| ---- | ---- | ----------------------- | ---------------- | --------------------------- | --------------------- |
| PCA  | PAOC | Portage Creek Airport   | Portage Creek    | Alaska                      | USA                   |
| PCB  | WIHP |                         | Pondok Cabe      | Banten                      | Indonesien            |
| PCC  |      |                         | Puerto Rico      | Caquetá                     | Kolumbien             |
| PCD  | KPCD | Municipal Airport       | Prairie du Chien | Wisconsin                   | USA                   |
| PCE  |      |                         | Painter Creek    | Alaska                      | USA                   |
| PCG  |      |                         | Paso Caballos    | Petén                       | Guatemala             |
| PCH  | MHPC |                         | Palacios         | Departamento Gracias a Dios | Honduras              |
| PCK  |      | Porcupine Creek Airport | Porcupine Creek  | Alaska                      | USA                   |
| PCL  | SPCL | Flughafen Pucallpa      | Pucallpa         | Ucayali                     | Peru                  |
| PCM  |      |                         | Playa del Carmen | Quintana Roo                | Mexiko                |
| PCN  | NZOK |                         | Picton           | Marlborough District        | Neuseeland            |
| PCO  | MMPL |                         | Punta Colorada   | Baja California Sur         | Mexiko                |
| PCP  | FPPR | Flughafen Príncipe      | Príncipe         |                             | São Tomé und Príncipe |
| PCR  | SKPC | Flughafen Germán Olano  | Puerto Carreño   | Vichada                     | Kolumbien             |
| PCS  | SNPC |                         | Picos            | Piauí                       | Brasilien             |
| PCT  |      | Princeton (Rocky Hill)  | Princeton        | New Jersey                  | USA                   |
| PCU  |      |                         | Picayune         | Mississippi                 | USA                   |
| PCV  |      |                         | Punta Chivato    | Baja California Sur         | Mexiko                |
| PCW  |      | Carl R. Keller Field    | Port Clinton     | Ohio                        | USA                   |
| PCZ  |      |                         | Puerto La Cruz   | Anzoátegui                  | Venezuela             |

## PD
| IATA | ICAO | Flughafen                                      | Ort                        | Region          | Land            |
| ---- | ---- | ---------------------------------------------- | -------------------------- | --------------- | --------------- |
| PDA  | SKPD | Aeropuerto César Gaviria Trujillo              | Inírida                    | Guainía         | Kolumbien       |
| PDB  |      | Pedro Bay Airport                              | Pedro Bay                  | Alaska          | USA             |
| PDC  | NWWQ |                                                | Mueo                       |                 | Neukaledonien   |
| PDE  | YPDI |                                                | Pandie Pandie              | South Australia | Australien      |
| PDF  | SIAJ |                                                | Prado                      | Bahia           | Brasilien       |
| PDG  | WIPT | Minangkabau International Airport              | Padang                     | Sumatra Barat   | Indonesien      |
| PDI  |      |                                                | Pindiu                     |                 | Papua-Neuguinea |
| PDK  | KPDK | DeKalb-Peachtree Airport                       | Atlanta                    | Georgia         | USA             |
| PDL  | LPPD | Ponta Delgada – João Paulo II                  | Ponta Delgada              | Azoren          | Portugal        |
| PDN  |      |                                                | Parndana                   | South Australia | Australien      |
| PDO  | WIPQ |                                                | Pendopo                    | Sumatra Selatan | Indonesien      |
| PDP  | SULS | Flughafen Capitán de Corbeta Carlos A. Curbelo | Punta del Este (El Jacuel) | Maldonado       | Uruguay         |
| PDR  |      |                                                | Presidente Dutra           | Maranhão        | Brasilien       |
| PDS  | MMPG | Flughafen Piedras Negras                       | Piedras Negras             | Coahuila        | Mexiko          |
| PDT  | KPDT | Pendleton Municipal Airport                    | Pendleton                  | Oregon          | USA             |
| PDU  | SUPU | Flughafen Paysandú Tydeo Larre Borges          | Paysandú                   | Paysandú        | Uruguay         |
| PDV  | LBPD | Flughafen Plowdiw                              | Plowdiw                    | Plowdiw         | Bulgarien       |
| PDX  | KPDX | Portland International Airport                 | Portland                   | Oregon          | USA             |
| PDZ  | SVPE |                                                | Pedernales                 | Delta Amacuro   | Venezuela       |

## PE
| IATA | ICAO | Flughafen                      | Ort              | Region                 | Land                |
| ---- | ---- | ------------------------------ | ---------------- | ---------------------- | ------------------- |
| PEA  | YPSH |                                | Penneshaw        | South Australia        | Australien          |
| PEB  |      |                                | Pebane           | Provinz Zambezia       | Mosambik            |
| PEC  |      | Seaplane Base                  | Pelican          | Alaska                 | USA                 |
| PED  | LKPD | Flughafen Pardubice            | Pardubice        | Pardubický kraj        | Tschechien          |
| PEE  | USPP | Flughafen Bolschoje Sawino     | Perm             | Region Perm            | Russland            |
| PEF  | EDCP | Flugplatz Peenemünde           | Peenemünde       | Mecklenburg-Vorpommern | Deutschland         |
| PEG  | LIRZ | Flughafen Perugia              | Perugia          | Umbrien                | Italien             |
| PEH  | SAZP |                                | Pehuajó          | Buenos Aires           | Argentinien         |
| PEI  | SKPE | Flughafen Pereira              | Pereira          | Risaralda              | Kolumbien           |
| PEK  | ZBAA | Flughafen Peking               | Peking           |                        | Volksrepublik China |
| PEL  | FXPG |                                | Pelaneng         |                        | Lesotho             |
| PEM  | SPTU | Flughafen Puerto Maldonado     | Puerto Maldonado | Region Madre de Dios   | Peru                |
| PEN  | WMKP | Flughafen Penang               | Penang           | Penang                 | Malaysia            |
| PEP  |      |                                | Peppimenarti     | Northern Territory     | Australien          |
| PEQ  | KPEQ | Pecos Municipal Airport        | Pecos            | Texas                  | USA                 |
| PER  | YPPH | Perth International Airport    | Perth            | Western Australia      | Australien          |
| PES  | ULPB | Flughafen Petrosawodsk         | Petrosawodsk     | Karelien               | Russland            |
| PET  | SBPK | Flughafen Pelotas              | Pelotas          | Rio Grande do Sul      | Brasilien           |
| PEU  | MHPL | Flughafen Puerto Lempira       | Puerto Lempira   | Gracias a Dios         | Honduras            |
| PEV  | LHPP | Flughafen Pécs-Pogány          | Pécs             | Baranya                | Ungarn              |
| PEW  |      | Peshawar International Airport | Peschawar        | Khyber Pakhtunkhwa     | Pakistan            |
| PEY  |      |                                | Penong           | South Australia        | Australien          |
| PEZ  | UWPP | Flughafen Pensa                | Pensa            | Pensa                  | Russland            |

## PF
| IATA | ICAO | Flughafen                  | Ort            | Region            | Land                         |
| ---- | ---- | -------------------------- | -------------- | ----------------- | ---------------------------- |
| PFA  | ?    | Flughafen Harbin-Pingfang  | Harbin         | Heilongjiang      | Volksrepublik China          |
| PFB  | SBPF | Flugplatz Lauro Kurtz      | Passo Fundo    | Rio Grande do Sul | Brasilien                    |
| PFC  | KPFC | Pacific City State Airport | Pacific City   | Oregon            | USA                          |
| PFJ  | BIPA | Flugplatz Patreksfjörður   | Patreksfjörður | Vestfirðir        | Island                       |
| PFM  | –    | Flugplatz Primrose         | Primrose       | Alberta           | Kanada                       |
| PFO  | LCPH | Flughafen Paphos           | Paphos         | Paphos            | Republik Zypern              |
| PFQ  | OITP | Flughafen Parsabad         | Parsabad       | Ardabil           | Iran                         |
| PFR  | FZVS | Flugplatz Ilebo            | Ilebo          | Kasaï             | Demokratische Republik Kongo |

## PG
| IATA | ICAO           | Flughafen                        | Ort            | Region                        | Land            |
| ---- | -------------- | -------------------------------- | -------------- | ----------------------------- | --------------- |
| PGA  | KPGA           | Page Municipal Airport           | Page           | Arizona                       | USA             |
| PGB  | AYPC           | Flugplatz Pangoa                 | Pangoa         | Western                       | Papua-Neuguinea |
| PGC  | –              | Grant County Airport             | Petersburg     | West Virginia                 | USA             |
| PGD  | KPGD           | Punta Gorda Airport              | Punta Gorda    | Florida                       | USA             |
| PGE  | –              | Flugplatz Yegepa                 | Yegepa         | Morobe                        | Papua-Neuguinea |
| PGF  | LFMP           | Flughafen Perpignan-Rivesaltes   | Perpignan      | Okzitanien                    | Frankreich      |
| PGH  | VIPT           | Flughafen Pantnagar              | Pantnagar      | Uttarakhand                   | Indien          |
| PGI  | FNCH           | Flugplatz Chitato                | Chitato        | Lunda Norte                   | Angola          |
| PGK  | WIPK           | Flughafen Depati Amir            | Pangkal Pinang | Bangka-Belitung               | Indonesien      |
| PGL  | KPQL           | Trent Lott International Airport | Pascagoula     | Mississippi                   | USA             |
| PGM  | –              | Port Graham Airport              | Port Graham    | Alaska                        | USA             |
| PGN  | AYPG           | Flugplatz Pangia                 | Pangia         | Southern Highlands            | Papua-Neuguinea |
| PGO  | KPSO           | Stevens Field                    | Pagosa Springs | Colorado                      | USA             |
| PGQ  | WAEM oder WAME | Flughafen Buli                   | Buli           | Halmahera Timur, Maluku Utara | Indonesien      |
| PGR  | KPGR           | Kirk Field                       | Paragould      | Arkansas                      | USA             |
| PGS  | –              | Grand Canyon Caverns Airport     | Peach Springs  | Arizona                       | USA             |
| PGU  | OIBP           | Persian Gulf Airport             | Assaluyeh      | Buschehr                      | Iran            |
| PGV  | KPGV           | Pitt-Greenville Airport          | Greenville     | North Carolina                | USA             |
| PGX  | LFBX           | Flughafen Périgueux              | Périgueux      | Nouvelle-Aquitaine            | Frankreich      |
| PGZ  | SBPG           | Flughafen Ponta Grossa           | Ponta Grossa   | Paraná                        | Brasilien       |

## PH
| IATA | ICAO | Flughafen                                | Ort              | Region            | Land        |
| ---- | ---- | ---------------------------------------- | ---------------- | ----------------- | ----------- |
| PHA  | VVPR | Militärflugplatz Phan Rang               | Phan Rang        | Ninh Thuận        | Vietnam     |
| PHB  | SBPB | Flughafen Parnaíba                       | Parnaíba         | Piauí             | Brasilien   |
| PHC  | DNPO | Flughafen Port Harcourt                  | Port Harcourt    | Rivers            | Nigeria     |
| PHD  | KPHD | Harry Clever Field                       | New Philadelphia | Ohio              | USA         |
| PHE  | YPPD | Flughafen Port Hedland                   | Port Hedland     | Western Australia | Australien  |
| PHF  | KPHF | Newport News/Williamsburg International  | Newport News     | Virginia          | USA         |
| PHG  | –    | Port Harcourt City Airport               | Port Harcourt    | Rivers            | Nigeria     |
| PHI  | SNYE | Flughafen Pinheiro                       | Pinheiro         | Maranhão          | Brasilien   |
| PHK  | KPHK | Palm Beach County Glades Airport         | Pahokee          | Florida           | USA         |
| PHL  | KPHL | Philadelphia International Airport       | Philadelphia     | Pennsylvania      | USA         |
| PHM  | –    | ehem. Flugplatz Böblingen                | Böblingen        | Baden-Württemberg | Deutschland |
| PHN  | KPHN | Flughafen Port Huron                     | Port Huron       | Michigan          | USA         |
| PHO  | PAPO | Flughafen Point Hope                     | Point Hope       | Alaska            | USA         |
| PHP  | –    | Philip Airport                           | Philip           | South Dakota      | USA         |
| PHR  | –    | Flughafen Pacific Harbour                | Pacific Harbour  | Central           | Fidschi     |
| PHS  | VTPP | Flughafen Phitsanulok                    | Phitsanulok      | Phitsanulok       | Thailand    |
| PHT  | KPHT | Henry County Airport                     | Paris            | Tennessee         | USA         |
| PHU  | –    | Flugplatz Phuoc Vinh                     | Phuoc Vinh       | Bình Dương        | Vietnam     |
| PHW  | FAPH | Flughafen Phalaborwa                     | Phalaborwa       | Limpopo           | Südafrika   |
| PHX  | KPHX | Phoenix Sky Harbor International Airport | Phoenix          | Arizona           | USA         |
| PHY  | VTPB | Flughafen Phetchabun                     | Phetchabun       | Phetchabun        | Thailand    |

## PI
| IATA | ICAO      | Flughafen                                             | Ort              | Region               | Land                    |
| ---- | --------- | ----------------------------------------------------- | ---------------- | -------------------- | ----------------------- |
| PIA  | KPIA      | General Wayne A. Downing Peoria International Airport | Peoria           | Illinois             | USA                     |
| PIB  | KPIB      | Flughafen Hattiesburg–Laurel                          | Hattiesburg      | Mississippi          | USA                     |
| PIC  | MBPI      | Flugplatz Pine Cay                                    | Pine Cay         | Caicos-Inseln        | Turks- und Caicosinseln |
| PIE  | KPIE      | St. Petersburg-Clearwater International Airport       | Saint Petersburg | Florida              | USA                     |
| PIF  | RCSQ/RCDC | Flughafen Pingtung                                    | Pingtung         | Pingtung             | Taiwan                  |
| PIH  | KPIH      | Flughafen Pocatello                                   | Pocatello        | Idaho                | USA                     |
| PIK  | EGPK      | Flughafen Glasgow-Prestwick                           | Prestwick        | Ayrshire, Schottland | Vereinigtes Königreich  |
| PIL  | SGPI      | Flugplatz Pilar                                       | Pilar            | Ñeembucú             | Paraguay                |
| PIM  | KPIM      | Harris County Airport                                 | Pine Mountain    | Georgia              | USA                     |
| PIN  | SWPI      | Flughafen Parintins                                   | Parintins        | Amazonas             | Brasilien               |
| PIO  | SPSO      | Flughafen Pisco                                       | Pisco            | Pisco                | Peru                    |
| PIP  | PAPN      | Flugplatz Pilot Point                                 | Pilot Point      | Alaska               | USA                     |
| PIQ  | –         | Flugplatz Pipillipai                                  | Pipillipai       | Cuyuni-Mazaruni      | Guyana                  |
| PIR  | KPIR      | Pierre Regional Airport                               | Pierre           | South Dakota         | USA                     |
| PIS  | LFBI      | Flughafen Poitiers-Biard                              | Poitiers         | Nouvelle-Aquitaine   | Frankreich              |
| PIT  | KPIT      | Pittsburgh International                              | Pittsburgh       | Pennsylvania         | USA                     |
| PIU  | SPUR      | Flughafen Piura                                       | Piura            | Piura                | Peru                    |
| PIV  | SNPX      | Flugplatz Pirapora                                    | Pirapora         | Minas Gerais         | Brasilien               |
| PIW  | CZMN      | Flugplatz Pikwitonei                                  | Pikwitonei       | Manitoba             | Kanada                  |
| PIX  | LPPI      | Flughafen Pico                                        | Pico             | Azoren               | Portugal                |
| PIZ  | PPIZ      | Flugplatz Point Lay                                   | Point Lay        | Alaska               | USA                     |

## PJ
| IATA | ICAO | Flughafen                      | Ort                  | Region          | Land       |
| ---- | ---- | ------------------------------ | -------------------- | --------------- | ---------- |
| PJA  | ESUP | Pajala-Ylläs Airport           | Pajala               | Norrbottens län | Schweden   |
| PJB  | KPAN | Flughafen Payson               | Payson               | Arizona         | USA        |
| PJC  | SGPJ | Flugplatz Pedro Juan Caballero | Pedro Juan Caballero | Amambay         | Paraguay   |
| PJG  | OPPG | Flugplatz Panjgur              | Panjgur              | Belutschistan   | Pakistan   |
| PJM  | MRPJ | Flughafen Puerto Jimenez       | Puerto Jiménez       | Puntarenas      | Costa Rica |

## PK
| IATA | ICAO | Flughafen                            | Ort                        | Region              | Land                   |
| ---- | ---- | ------------------------------------ | -------------------------- | ------------------- | ---------------------- |
| PKA  | PAPK | Flugplatz Napaskiak                  | Napaskiak                  | Alaska              | USA                    |
| PKB  | KPKB | Mid-Ohio Valley Regional Airport     | Parkersburg                | West Virginia       | USA                    |
| PKC  | UHPP | Flughafen Petropawlowsk-Kamtschatski | Petropawlowsk-Kamtschatski | Kamtschatka         | Russland               |
| PKD  | KPKD | Park Rapids Municipal Airport        | Park Rapids                | Minnesota           | USA                    |
| PKE  | YPKS | Flughafen Parkes                     | Parkes                     | New South Wales     | Australien             |
| PKF  | KPKF | Park Falls Municipal Airport         | Park Falls                 | Wisconsin           | USA                    |
| PKG  | WMPA | Flughafen Pangkor                    | Pulau Pangkor              | Perak               | Malaysia               |
| PKH  | LGHL | Flugplatz Porto Cheli                | Porto Cheli, Ermionida     | Peloponnes          | Griechenland           |
| PKJ  | MGPG | Flugplatz Playa Grande               | Playa Grande               | Departamento Quiché | Guatemala              |
| PKK  | VYPU | Flughafen Pakokku                    | Pakokku                    | Magwe               | Myanmar                |
| PKM  | –    | Flugplatz Port Kaituma               | Port Kaituma               | Barima-Waini        | Guyana                 |
| PKN  | WAGI | Flughafen Iskandar                   | Pangkalan Bun              | Kalimantan Tengah   | Indonesien             |
| PKO  | DBBP | Flughafen Parakou                    | Parakou                    | Borgou              | Benin                  |
| PKP  | NTGP | Flugplatz Puka-Puka                  | Puka-Puka                  | Tuamotu-Archipel    | Französisch-Polynesien |
| PKR  | VNPK | Flughafen Pokhara                    | Pokhara                    | Gandaki             | Nepal                  |
| PKT  | YPKT | Flugplatz Port Keats                 | Wadeye (Port Keats)        | Northern Territory  | Australien             |
| PKU  | WIBB | Flughafen Sultan Syarif Kasim II     | Pekanbaru                  | Riau                | Indonesien             |
| PKV  | ULOO | Flughafen Pskow                      | Pskow                      | Oblast Pskow        | Russland               |
| PKW  | FBSP | Selebi-Phikwe Airport                | Selebi-Phikwe              | Central             | Botswana               |
| PKX  | ZBAD | Flughafen Peking-Daxing              | Peking                     | –                   | Volksrepublik China    |
| PKY  | WAOP | Flughafen Palangka Raya              | Palangka Raya              | Kalimantan Tengah   | Indonesien             |
| PKZ  | VLPS | Flughafen Pakse                      | Pakse                      | Champasak           | Laos                   |

## PL
| IATA | ICAO | Flughafen                        | Ort                     | Region           | Land                           |
| ---- | ---- | -------------------------------- | ----------------------- | ---------------- | ------------------------------ |
| PLA  | –    | Flugplatz Planadas               | Planadas                | Tolima           | Kolumbien                      |
| PLC  | –    | Flugplatz Planeta Rica           | Planeta Rica            | Córdoba          | Kolumbien                      |
| PLD  | MRCR | Flugplatz Carillo                | Sámara / Puerto Carillo | Guanacaste       | Costa Rica                     |
| PLE  | –    | Flugplatz Paiela                 | Paiela                  | Enga             | Papua-Neuguinea                |
| PLF  | FTTP | Flugplatz Pala                   | Pala                    | Mayo-Kebbi Ouest | Tschad                         |
| PLH  | EGHD | Flughafen Plymouth               | Plymouth                | England          | Vereinigtes Königreich         |
| PLI  | –    | Palm Island Airport              | Palm Island             | Grenadines       | St. Vincent und die Grenadinen |
| PLJ  | MZPL | Flughafen Placencia              | Placencia               | Stann Creek      | Belize                         |
| PLK  | KPLK | M. Graham Clark Downtown Airport | Branson                 | Missouri         | USA                            |
| PLL  | SBMN | Luftwaffenbasis Ponta Pelada     | Manaus                  | Amazonas         | Brasilien                      |
| PLM  | WIPP | Palembang-Mahmud Badaruddin II   | Palembang               | Sumatra Selatan  | Indonesien                     |
| PLN  | KPLN | Pellston Regional Airport        | Pellston                | Michigan         | USA                            |
| PLO  | YPLC | Flughafen Port Lincoln           | Port Lincoln            | South Australia  | Australien                     |
| PLP  | MPMF | Flughafen La Palma               | La Palma                | Darién           | Panama                         |
| PLQ  | EYPA | Flughafen Palanga                | Klaipėda / Palanga      | Klaipėda         | Litauen                        |
| PLR  | KPLR | St. Clair County Airport         | Pell City               | Alabama          | USA                            |
| PLS  | MBPV | Flughafen Providenciales         | Providenciales          | Caicos-Inseln    | Turks- und Caicosinseln        |
| PLT  | SKPL | Flugplatz Plato                  | Plato                   | Magdalena        | Kolumbien                      |
| PLU  | SBBH | Flughafen Pampulha               | Belo Horizonte          | Minas Gerais     | Brasilien                      |
| PLV  | UKHP | Flughafen Poltawa                | Poltawa                 | Oblast Poltawa   | Ukraine                        |
| PLW  | WAFF | Flughafen Mutiara                | Palu                    | Sulawesi Tengah  | Indonesien                     |
| PLX  | UASS | Flughafen Semei                  | Semei                   | Ostkasachstan    | Kasachstan                     |
| PLY  | –    | Plymouth Municipal Airport       | Plymouth                | Indiana          | USA                            |
| PLZ  | FAPE | Flughafen Gqeberha               | Gqeberha                | Ostkap           | Südafrika                      |

## PM
| IATA | ICAO | Flughafen                           | Ort               | Region              | Land                   |
| ---- | ---- | ----------------------------------- | ----------------- | ------------------- | ---------------------- |
| PMA  | HTPE | Flughafen Pemba                     | Pemba             | Sansibar            | Tansania               |
| PMB  | KPMB | Pembina Municipal Airport           | Pembina           | North Dakota        | USA                    |
| PMC  | SCTE | Flughafen El Tepual                 | Puerto Montt      | Región de los Lagos | Chile                  |
| PMD  | KPMD | Palmdale (Air Force)                | Palmdale          | Kalifornien         | USA                    |
| PME  |      |                                     | Portsmouth        | England             | Vereinigtes Königreich |
| PMF  | LIMP | Flughafen Parma                     | Parma             | Emilia-Romagna      | Italien                |
| PMG  | SBPP | Flughafen Ponta Porã                | Ponta Porã        | Mato Grosso do Sul  | Brasilien              |
| PMH  | KPMH | Greater Portsmouth Regional Airport | Portsmouth        | Ohio                | USA                    |
| PMI  | LEPA | Flughafen Palma de Mallorca         | Palma             | Balearische Inseln  | Spanien                |
| PMK  | YPAM | Palm Island Airport                 | Great Palm Island | Queensland          | Australien             |
| PML  | PAAL |                                     | Port Moller       | Alaska              | USA                    |
| PMM  |      |                                     | Phanom Sarakham   | Chachoengsao        | Thailand               |
| PMN  |      |                                     | Pumani            |                     | Papua-Neuguinea        |
| PMO  | LICJ | Flughafen Palermo-Punta Raisi       | Palermo           | Sizilien            | Italien                |
| PMP  |      |                                     | Pimaga            |                     | Papua-Neuguinea        |
| PMQ  | SAWP |                                     | Perito Moreno     | Santa Cruz          | Argentinien            |
| PMR  | NZPM | Flughafen Palmerston North          | Palmerston North  |                     | Neuseeland             |
| PMS  | OSPR |                                     | Palmyra           | Homs                | Syrien                 |
| PMT  |      |                                     | Paramakatoi       | Potaro-Siparuni     | Guyana                 |
| PMV  | SVMG |                                     | Porlamar          | Nueva Esparta       | Venezuela              |
| PMW  | SBPJ | Flughafen Palmas                    | Palmas            | Tocantins           | Brasilien              |
| PMX  |      | Palmer Metropolitan Airport         | Palmer            | Massachusetts       | USA                    |
| PMY  | SAVY | Flughafen Puerto Madryn             | Puerto Madryn     | Chubut              | Argentinien            |
| PMZ  | MRPM |                                     | Palmar            |                     | Costa Rica             |

## PN
| IATA | ICAO | Flughafen                       | Ort             | Region           | Land            |
| ---- | ---- | ------------------------------- | --------------- | ---------------- | --------------- |
| PNA  | LEPP | Flughafen Pamplona              | Pamplona        | Navarra          | Spanien         |
| PNB  | SBPN |                                 | Porto Nacional  | Goiás            | Brasilien       |
| PNC  | KPNC | Ponca City Municipal Airport    | Ponca City      | Oklahoma         | USA             |
| PND  | MZPG |                                 | Punta Gorda     | Toledo District  | Belize          |
| PNE  | KPNE | Northeast Philadelphia Airport  | Philadelphia    | Pennsylvania     | USA             |
| PNG  | SSPG |                                 | Paranaguá       | Paraná           | Brasilien       |
| PNH  | VDPP | Flughafen Phnom Penh            | Phnom Penh      | Phnom Penh       | Kambodscha      |
| PNI  | PTPN | Flughafen Pohnpei               | Pohnpei         | Pohnpei          | Mikronesien     |
| PNJ  |      | Sha He Kou Airport              | Penglai         | Shandong         | China           |
| PNK  | WIOO | Flughafen Pontianak             | Pontianak       | Kalimantan Barat | Indonesien      |
| PNL  | LICG | Flughafen Pantelleria           | Pantelleria     | Sizilien         | Italien         |
| PNN  | KPNN | Princeton Municipal Airport     | Princeton       | Maine            | USA             |
| PNP  | AYGR |                                 | Popondetta      |                  | Papua-Neuguinea |
| PNQ  | VAPO | Flughafen Pune                  | Pune            | Maharashtra      | Indien          |
| PNR  | FCPP | Flughafen Pointe-Noire          | Pointe-Noire    | Pointe-Noire     | Republik Kongo  |
| PNS  | KPNS | Pensacola International Airport | Pensacola       | Florida          | USA             |
| PNT  | SCNT | Flughafen Puerto Natales        | Puerto Natales  | Última Esperanza | Chile           |
| PNU  |      | Panguitch Municipal Airport     | Panguitch       | Utah             | USA             |
| PNV  | EYPP |                                 | Panevėžys       | Panevėžys        | Litauen         |
| PNX  | KGYI |                                 | Sherman/Denison | Texas            | USA             |
| PNY  | VOTY |                                 | Puducherry      | Pondicherry      | Indien          |
| PNZ  | SBPL | Flughafen Petrolina             | Petrolina       | Pernambuco       | Brasilien       |

## PO
| IATA | ICAO | Flughafen                     | Ort             | Region                    | Land                    |
| ---- | ---- | ----------------------------- | --------------- | ------------------------- | ----------------------- |
| POA  | SBPA | Flughafen Salgado Filho       | Porto Alegre    | Rio Grande do Sul         | Brasilien               |
| POB  | KPOB | Pope Air Force Base           | Fayetteville    | North Carolina            | USA                     |
| POC  | KPOC | La Verne (Brackett Field)     | La Verne        | Kalifornien               | USA                     |
| POD  | GOSP | Flugplatz Podor               | Podor           | Saint-Louis               | Senegal                 |
| POE  | KPOE | Fort Polk (Army Air Field)    | Fort Polk       | Louisiana                 | USA                     |
| POF  | KPOF | Earl Fields Memorial Airport  | Poplar Bluff    | Missouri                  | USA                     |
| POG  | FOOG | Flughafen Port-Gentil         | Port-Gentil     | Ogooué-Maritime           | Gabun                   |
| POH  | KPOH | Pocahontas Municipal Airport  | Pocahontas      | Iowa                      | USA                     |
| POI  | SLPO | Flughafen Potosí              | Potosí          | Potosí                    | Bolivien                |
| POJ  | SNPD |                               | Patos de Minas  | Minas Gerais              | Brasilien               |
| POL  | FQPB | Flughafen Pemba               | Pemba           | Cabo Delgado              | Mosambik                |
| POM  | AYPY | Flughafen Port Moresby        | Port Moresby    | National Capital District | Papua-Neuguinea         |
| PON  | MGPP |                               | Poptún          | Petén                     | Guatemala               |
| POO  | SBPC |                               | Pocos de Caldas | Minas Gerais              | Brasilien               |
| POP  | MDPP | Flughafen Puerto Plata        | Puerto Plata    | Puerto Plata              | Dominikanische Republik |
| POQ  |      |                               | Polk Inlet      | Alaska                    | USA                     |
| POR  | EFPO | Flughafen Pori                | Pori            | Satakunta                 | Finnland                |
| POS  | TTPP | Flughafen Piarco              | Port of Spain   | –                         | Trinidad und Tobago     |
| POT  | MKKJ |                               | Port Antonio    | Surrey                    | Jamaika                 |
| POU  | KPOU |                               | Poughkeepsie    | New York                  | USA                     |
| POW  | LJPZ | Flughafen Portorož            | Portorož        | Obalno-kraška             | Slowenien               |
| POX  | LFPT | Flugplatz Pontoise-Cormeilles | Pontoise        | Île-de-France             | Frankreich              |
| POY  | KPOY | Powell Municipal Airport      | Powell          | Wyoming                   | USA                     |
| POZ  | EPPO | Flughafen Posen-Ławica        | Poznań          | Großpolen                 | Polen                   |

## PP
| IATA | ICAO | Flughafen                       | Ort                             | Region          | Land                   |
| ---- | ---- | ------------------------------- | ------------------------------- | --------------- | ---------------------- |
| PPA  | KPPA | Perry Lefors Field              | Pampa                           | Texas           | USA                    |
| PPB  | SBDN | Flughafen Presidente Prudente   | Presidente Prudente             | São Paulo       | Brasilien              |
| PPC  | PAPR |                                 | Prospect Creek                  | Alaska          | USA                    |
| PPD  |      |                                 | Humacao                         |                 | Puerto Rico            |
| PPE  | MMPE |                                 | Puerto Peñasco                  | Sonora          | Mexiko                 |
| PPF  | KPPF | Parsons (Tri-City Airport)      | Parsons                         | Kansas          | USA                    |
| PPG  | NSTU | Pago Pago International Airport | Tāfuna                          | Tutuila         | Amerikanisch-Samoa     |
| PPH  |      |                                 | Peraitepuy                      | Bolívar         | Venezuela              |
| PPI  | YPIR |                                 | Port Pirie                      | South Australia | Australien             |
| PPJ  | WIIG | Flugplatz Pulau Panjang         | Pulau Panjang, Kepulauan Seribu | Jakarta         | Indonesien             |
| PPK  | UACP | Flughafen Petropawl             | Petropawl                       | Nordkasachstan  | Kasachstan             |
| PPL  | VNPL | Flughafen Phaplu                | Salleri (Solukhumbu)            | Sagarmatha      | Nepal                  |
| PPM  | KPMP | Pompano Beach Airpark           | Pompano Beach                   | Florida         | USA                    |
| PPN  | SKPP |                                 | Popayán                         | Cauca           | Kolumbien              |
| PPO  |      |                                 | Powell Point                    |                 | Bahamas                |
| PPP  | YBPN | Whitsunday Coast Airport        | Proserpine                      | Queensland      | Australien             |
| PPQ  | NZPP |                                 | Paraparaumu                     |                 | Neuseeland             |
| PPR  | WIDE |                                 | Pasir Pangarayan                | Riau            | Indonesien             |
| PPS  | RPVP | Flughafen Puerto Princesa       | Puerto Princesa                 | Palawan         | Philippinen            |
| PPT  | NTAA | Flughafen Tahiti                | Papeete                         | Tahiti          | Französisch-Polynesien |
| PPU  | VYPP |                                 | Papun                           | Kayin-Staat     | Myanmar                |
| PPV  |      | Port Protection (Seaplane Base) | Port Protection                 | Alaska          | USA                    |
| PPW  | EGEP |                                 | Papa Westray                    | Shetland        | Vereinigtes Königreich |
| PPX  |      |                                 | Param                           |                 | Papua-Neuguinea        |
| PPY  | SNZA |                                 | Pouso Alegre                    | Minas Gerais    | Brasilien              |

## PQ
| IATA | ICAO | Flughafen                          | Ort            | Region          | Land       |
| ---- | ---- | ---------------------------------- | -------------- | --------------- | ---------- |
| PQC  | VVPQ | Internationaler Flughafen Phú Quốc | Phu Quoc       |                 | Vietnam    |
| PQI  | KPQI |                                    | Presque Isle   | Maine           | USA        |
| PQM  | MMPQ | Flughafen Palenque                 | Palenque       | Chiapas         | Mexiko     |
| PQQ  | YPMQ |                                    | Port Macquarie | New South Wales | Australien |
| PQS  |      | Pilot Station Airport              | Pilot Station  | Alaska          | USA        |

## PR
| IATA | ICAO | Flughafen                                      | Ort                          | Region              | Land        |
| ---- | ---- | ---------------------------------------------- | ---------------------------- | ------------------- | ----------- |
| PRA  | SAAP | Flughafen Paraná                               | Paraná                       | Entre Ríos          | Argentinien |
| PRB  | KPRB | Paso Robles Municipal Airport                  | El Paso de Robles            | Kalifornien         | USA         |
| PRC  | KPRC | Prescott Regional Airport–Ernest A. Love Field | Prescott                     | Arizona             | USA         |
| PRD  | YPDO |                                                | Pardoo                       | Western Australia   | Australien  |
| PRE  |      |                                                | Pore                         | Casanare            | Kolumbien   |
| PRG  | LKPR | Prag-Ruzyne                                    | Prag                         | Prag                | Tschechien  |
| PRH  | VTCP |                                                | Phrae                        | Phrae               | Thailand    |
| PRI  | FSPP | Flughafen Praslin                              | Praslin                      | Inner Islands       | Seychellen  |
| PRJ  |      |                                                | Capri                        |                     | Italien     |
| PRK  | FAPK |                                                | Prieska                      |                     | Südafrika   |
| PRM  | LPPM | Aerodromo Municipal de Portimão                | Portimão                     | Algarve             | Portugal    |
| PRN  | BKPR | Flughafen Pristina                             | Pristina                     | Rajoni i Prishtinës | Kosovo      |
| PRO  | KPRO | Perry Municipal Airport                        | Perry                        | Iowa                | USA         |
| PRP  | LFKO |                                                | Propriano                    | Korsika             | Frankreich  |
| PRQ  | SARS |                                                | Presidencia Roque Sáenz Peña | Chaco               | Argentinien |
| PRR  | SYPR |                                                | Paruima                      |                     | Guyana      |
| PRS  | AGGP |                                                | Parasi                       |                     | Salomonen   |
| PRU  | VYPY |                                                | Pyay                         | Bago-Region         | Myanmar     |
| PRV  | LKPO |                                                | Přerov                       | Olomoucký kraj      | Tschechien  |
| PRW  |      | Prentice Airport                               | Prentice                     | Wisconsin           | USA         |
| PRX  | KPRX | Paris (Cox Field)                              | Paris                        | Texas               | USA         |
| PRY  | FAWB | Pretoria (Wonderboom)                          | Pretoria                     |                     | Südafrika   |
| PRZ  |      | Prineville Airport                             | Prineville                   | Oregon              | USA         |

## PS
| IATA | ICAO | Flughafen                                 | Ort              | Region                 | Land                   |
| ---- | ---- | ----------------------------------------- | ---------------- | ---------------------- | ---------------------- |
| PSA  | LIRP | Flughafen Pisa-Galileo Galilei            | Pisa             | Toskana                | Italien                |
| PSB  | KPSB | Philipsburg (Mid-State Airport)           | Philipsburg      | Pennsylvania           | USA                    |
| PSC  | KPSC | Tri-Cities Airport                        | Pasco            | Washington             | USA                    |
| PSD  | HEPS | Port Said Airport                         | Port Said        | Gouvernement Bur Saʿid | Ägypten                |
| PSE  | TJPS | Ponce (Mercedita Airport)                 | Ponce            |                        | Puerto Rico            |
| PSF  | KPSF | Pittsfield Municipal Airport              | Pittsfield       | Massachusetts          | USA                    |
| PSG  | PAPG | Petersburg Airport                        | Petersburg       | Alaska                 | USA                    |
| PSH  | EDXO | Flugplatz St. Peter-Ording                | St. Peter-Ording | Schleswig-Holstein     | Deutschland            |
| PSI  | OPPI |                                           | Pasni            | Belutschistan          | Pakistan               |
| PSJ  | WAMP |                                           | Poso             | Sulawesi Tengah        | Indonesien             |
| PSK  | KPSK | Dublin (New River Valley Airport)         | Dublin           | Virginia               | USA                    |
| PSL  | EGPT | Perth Airport                             | Perth            | Schottland             | Vereinigtes Königreich |
| PSM  | KPSM | Portsmouth International Airport at Pease | Portsmouth       | New Hampshire          | USA                    |
| PSN  | KPSN | Palestine Municipal Airport               | Palestine        | Texas                  | USA                    |
| PSO  | SKPS | Aeropuerto Antonio Nariño                 | Pasto            | Nariño                 | Kolumbien              |
| PSP  | KPSP | Palm Springs International Airport        | Palm Springs     | Kalifornien            | USA                    |
| PSQ  |      | Essington (Philadelphia Seaplane Base)    | Essington        | Pennsylvania           | USA                    |
| PSR  | LIBP | Flughafen Pescara                         | Pescara          | Abruzzen               | Italien                |
| PSS  | SARP | Flughafen Posadas                         | Posadas          | Misiones               | Argentinien            |
| PST  |      |                                           | Preston          |                        | Kuba                   |
| PSU  | WIOP |                                           | Putussibau       | Kalimantan Barat       | Indonesien             |
| PSV  |      |                                           | Papa Stour       | Shetland               | Vereinigtes Königreich |
| PSW  | SNOS |                                           | Passos           | Minas Gerais           | Brasilien              |
| PSX  | KPSX | Palacios Municipal Airport                | Palacios         | Texas                  | USA                    |
| PSY  | SFAL | Flughafen Port Stanley                    | Port Stanley     |                        | Falklandinseln         |
| PSZ  | SLPS | Flughafen Puerto Suárez                   | Puerto Suárez    | Santa Cruz             | Bolivien               |

## PT
| IATA | ICAO | Flughafen                           | Ort            | Region           | Land       |
| ---- | ---- | ----------------------------------- | -------------- | ---------------- | ---------- |
| PTA  | PALJ | Port Alsworth Airport               | Port Alsworth  | Alaska           | USA        |
| PTB  | KPTB | Petersburg Municipal Airport        | Petersburg     | Virginia         | USA        |
| PTC  | –    | Port Alice Seaplane Base            | Port Alice     | Alaska           | USA        |
| PTD  | PAAP | Port Alexander Seaplane Base        | Port Alexander | Alaska           | USA        |
| PTF  | NFFO | Flugplatz Malolo Lailai             | Malolo Lailai  | Western Division | Fidschi    |
| PTG  | FAPP | Polokwane International Airport     | Polokwane      | Limpopo          | Südafrika  |
| PTH  | PAPH | Port Heiden Airport                 | Port Heiden    | Alaska           | USA        |
| PTJ  | YPOD | Flughafen Portland                  | Portland       | Victoria         | Australien |
| PTK  | KPTK | Oakland-Pontiac Airport             | Pontiac        | Michigan         | USA        |
| PTM  | SVPT | Flugplatz Palmarito                 | Palmarito      | Apure            | Venezuela  |
| PTN  | KPTN | Flughafen Patterson                 | Patterson      | Louisiana        | USA        |
| PTO  | SSPB | Flughafen Pato Branco               | Pato Branco    | Paraná           | Brasilien  |
| PTP  | TFFR | Flughafen Pointe-à-Pitre            | Pointe-à-Pitre | Guadeloupe       | Frankreich |
| PTQ  | SNMZ | Flugplatz Porto de Mos              | Porto de Mos   | Pará             | Brasilien  |
| PTS  | KPTS | Atkinson Municipal Airport          | Pittsburg      | Kansas           | USA        |
| PTT  | KPTT | Pratt Industrial Airport            | Pratt          | Kansas           | USA        |
| PTU  | PAPM | Flughafen Platinum                  | Platinum       | Alaska           | USA        |
| PTV  | KPTV | Porterville Municipal Airport       | Porterville    | Kalifornien      | USA        |
| PTW  | KPTW | Heritage Field Airport              | Pottstown      | Pennsylvania     | USA        |
| PTX  | SKPI | Flughafen Pitalito                  | Pitalito       | Huila            | Kolumbien  |
| PTY  | MPTO | Aeropuerto Internacional de Tocumen | Panama-Stadt   | Provinz Panamá   | Panama     |
| PTZ  | SEPA | Flughafen Río Amazonas              | Shell          | Pastaza          | Ecuador    |

## PU
| IATA | ICAO | Flughafen                | Ort            | Region                                         | Land                         |
| ---- | ---- | ------------------------ | -------------- | ---------------------------------------------- | ---------------------------- |
| PUA  | –    | Flugplatz Puas           | Puas           | New Ireland Province                           | Papua-Neuguinea              |
| PUB  | KPUB | Flughafen Pueblo         | Pueblo         | Colorado                                       | USA                          |
| PUC  | KPUC | Carbon County Airport    | Price          | Utah                                           | USA                          |
| PUD  | SAWD | Flugplatz Puerto Deseado | Puerto Deseado | Santa Cruz                                     | Argentinien                  |
| PUE  | MPOA | Flughafen Puerto Obaldía | Puerto Obaldía | Guna Yala                                      | Panama                       |
| PUF  | LFBP | Flughafen Pau-Pyrenäen   | Pau            | Nouvelle-Aquitaine                             | Frankreich                   |
| PUG  | YPAG | Flughafen Port Augusta   | Port Augusta   | South Australia                                | Australien                   |
| PUI  | –    | Flugplatz Pureni         | Pureni         | Hela Province                                  | Papua-Neuguinea              |
| PUJ  | MDPC | Flughafen Punta Cana     | Punta Cana     | La Altagracia                                  | Dominikanische Republik      |
| PUK  | NTGQ | Flugplatz Pukarua        | Puka Rua       | Tuamotu-Archipel                               | Französisch-Polynesien       |
| PUL  | –    | Poulsbo Seaplane Base    | Poulsbo        | Washington                                     | USA                          |
| PUM  | WAWP | Flughafen Kolaka         | Kolaka         | Sulawesi Tenggara                              | Indonesien                   |
| PUN  | FZOP | Flugplatz Punia          | Punia          | Maniema                                        | Demokratische Republik Kongo |
| PUP  | DFCP | Flughafen Pô             | Pô             | Centre-Sud                                     | Burkina Faso                 |
| PUQ  | SCCI | Flughafen Punta Arenas   | Punta Arenas   | Región de Magallanes y de la Antártica Chilena | Chile                        |
| PUR  | SLPR | Flugplatz Puerto Rico    | Puerto Rico    | Pando                                          | Bolivien                     |
| PUS  | RKPK | Flughafen Gimhae         | Busan          | Gyeongsangnam-do                               | Südkorea                     |
| PUT  | VOPN | Flughafen Puttaparthi    | Puttaparthi    | Andhra Pradesh                                 | Indien                       |
| PUU  | SKAS | Flughafen Puerto Asís    | Puerto Asís    | Putumayo                                       | Kolumbien                    |
| PUV  | NWWP | Flughafen Poum           | Poum           | Nordprovinz                                    | Neukaledonien                |
| PUW  | KPUW | Flughafen Pullman/Moscow | Pullman        | Washington                                     | USA                          |
| PUX  | SCPV | Flughafen Puerto Varas   | Puerto Varas   | Región de los Lagos                            | Chile                        |
| PUY  | LDPL | Flughafen Pula           | Pula           | Istrien                                        | Kroatien                     |
| PUZ  | MNPC | Flughafen Puerto Cabezas | Puerto Cabezas | Región Autónoma de la Costa Caribe Norte       | Nicaragua                    |

## PV
| IATA | ICAO | Flughafen                             | Ort             | Region                           | Land                |
| ---- | ---- | ------------------------------------- | --------------- | -------------------------------- | ------------------- |
| PVA  | SKPV | Flughafen El Embrujo                  | Providencia     | San Andrés und Providencia       | Kolumbien           |
| PVC  | KPVC | Provincetown Municipal Airport        | Provincetown    | Massachusetts                    | USA                 |
| PVD  | KPVD | Providence – T. F. Green Airport      | Providence      | Rhode Island                     | USA                 |
| PVE  | MPVR | Flugplatz El Porvenir                 | El Porvenir     | Guna Yala                        | Panama              |
| PVF  | KPVF | Placerville Airport                   | Placerville     | Kalifornien                      | USA                 |
| PVG  | ZSPD | Shanghai Pudong International Airport | Shanghai        | –                                | Volksrepublik China |
| PVH  | SBPV | Flughafen Porto Velho                 | Porto Velho     | Rondônia                         | Brasilien           |
| PVI  | SSPI | Flughafen Paranavaí                   | Paranavaí       | Paraná                           | Brasilien           |
| PVK  | LGPZ | Flughafen Aktio                       | Preveza/Lefkada | Epirus                           | Griechenland        |
| PVL  | KPBX | Pike County Airport                   | Pikeville       | Kentucky                         | USA                 |
| PVO  | SEPV | Flughafen Portoviejo                  | Portoviejo      | Manabí                           | Ecuador             |
| PVR  | MMPR | Flughafen Puerto Vallarta             | Puerto Vallarta | Jalisco                          | Mexiko              |
| PVS  | UHMD | Flughafen Prowidenija-Bucht           | Prowidenija     | Autonomer Kreis der Tschuktschen | Russland            |
| PVU  | KPVU | Provo Municipal Airport               | Provo           | Utah                             | USA                 |
| PVW  | KPVW | Hale County Airport                   | Plainview       | Texas                            | USA                 |

## PW
| IATA | ICAO | Flughafen                      | Ort           | Region            | Land                         |
| ---- | ---- | ------------------------------ | ------------- | ----------------- | ---------------------------- |
| PWA  | KPWA | Wiley Post Airport             | Oklahoma City | Oklahoma          | USA                          |
| PWD  | KPWD | Sher-Wood Airport              | Plentywood    | Montana           | USA                          |
| PWE  | UHMP | Flughafen Pewek                | Pewek         | Tschukotka        | Russland                     |
| PWI  | HAPW | Flugplatz Beles                | Pawi          | Benishangul-Gumuz | Äthiopien                    |
| PWK  | KPWK | Chicago Executive Airport      | Chicago       | Illinois          | USA                          |
| PWL  | WAHP | Flughafen Purwokerto           | Purwokerto    | Jawa Tengah       | Indonesien                   |
| PWM  | KPWM | Portland International Jetport | Portland      | Maine             | USA                          |
| PWN  | MYCP | Pitt’s Town Airport            | Pitt’s Town   | Crooked Island    | Bahamas                      |
| PWO  | FZQC | Flughafen Pweto                | Pweto         | Haut-Katanga      | Demokratische Republik Kongo |
| PWQ  | UASP | Flughafen Pawlodar             | Pawlodar      | Pawlodar          | Kasachstan                   |
| PWR  | –    | Port Walter Sea Plane Base     | Port Walter   | Alaska            | USA                          |
| PWT  | KPWT | Bremerton National Airport     | Bremerton     | Washington        | USA                          |
| PWY  | KPNA | Ralph Wenz Field               | Pinedale      | Wyoming           | USA                          |

## PX
| IATA | ICAO | Flughafen                  | Ort                      | Region     | Land     |
| ---- | ---- | -------------------------- | ------------------------ | ---------- | -------- |
| PXL  |      | Polacca Airport            | Polacca                  | Arizona    | USA      |
| PXM  | MMPS | Flughafen Puerto Escondido | Puerto Escondido         | Oaxaca     | Mexiko   |
| PXO  | LPPS | Flughafen Porto Santo      | Porto Santo              | Madeira    | Portugal |
| PXR  | VTUJ | Surin Bhakdi Airport       | Surin                    | Isan       | Thailand |
| PXS  |      |                            | El Puerto de Santa María | Andalusien | Spanien  |
| PXU  | VVPK | Flughafen Pleiku           | Pleiku                   | Gia Lai    | Vietnam  |

## PY
| IATA | ICAO | Flughafen                  | Ort                          | Region           | Land         |
| ---- | ---- | -------------------------- | ---------------------------- | ---------------- | ------------ |
| PYA  | SKVL | Flugplatz Puerto Boyacá    | Puerto Boyacá                | Boyacá           | Kolumbien    |
| PYB  | VEJP | Flughafen Jeypore          | Jeypore                      | Odisha           | Indien       |
| PYC  | –    | Flugplatz Playón Chico     | Playón Chico                 | Guna Yala        | Panama       |
| PYE  | NCPY | Flugplatz Penrhyn          | Penrhyn                      | –                | Cookinseln   |
| PYG  | VEPY | Flughafen Pakyong          | Gangtok                      | Sikkim           | Indien       |
| PYH  | SVPA | Flughafen Puerto Ayacucho  | Puerto Ayacucho              | Amazonas         | Venezuela    |
| PYJ  | UERP | Flughafen Poljarny         | Udatschny                    | Sacha            | Russland     |
| PYK  | OIIP | Flughafen Payam            | Karadsch                     | Alborz           | Iran         |
| PYL  | KPYL | Perry Island Seaplane Base | Perry Island                 | Alaska           | USA          |
| PYM  | KPYM | Plymouth Municipal Airport | Plymouth                     | Massachusetts    | USA          |
| PYN  | –    | Flugplatz Payán            | Magüí Payán                  | Nariño           | Kolumbien    |
| PYO  | SEPT | Flugplatz Puerto El Carmen | Puerto El Carmen de Putumayo | Sucumbíos        | Ecuador      |
| PYR  | LGAD | Militärflugplatz Andravida | Pyrgos                       | Westgriechenland | Griechenland |
| PYS  | –    | Paradise Skypark           | Paradise                     | Kalifornien      | USA          |
| PYT  | SNZR | Flughafen Paracatu         | Paracatu                     | Minas Gerais     | Brasilien    |
| PYV  | –    | Flugplatz Yaviza           | Yaviza                       | Darién           | Panama       |
| PYY  | VTCI | Flughafen Pai              | Pai                          | Nordthailand     | Thailand     |

## PZ
| IATA | ICAO | Flughafen                            | Ort              | Region                 | Land                   |
| ---- | ---- | ------------------------------------ | ---------------- | ---------------------- | ---------------------- |
| PZA  | SKPZ | Paz de Ariporo Airport               | Paz de Ariporo   | Casanare               | Kolumbien              |
| PZB  | FAPM | Pietermaritzburg Airport             | Pietermaritzburg | KwaZulu-Natal          | Südafrika              |
| PZE  |      | Penzance Heliport                    | Penzance         | England                | Vereinigtes Königreich |
| PZH  | OPZB |                                      | Zhob             | Belutschistan          | Pakistan               |
| PZI  | ZUZH |                                      | Panzhihua        | Sichuan                | VR China               |
| PZK  | NCPK | Flugplatz Pukapuka                   | Pukapuka         | –                      | Cookinseln             |
| PZL  | FADQ |                                      | Phinda           | KwaZulu-Natal          | Südafrika              |
| PZO  | SVPR | Aeropuerto Internacional Manuel Piar | Puerto Ordaz     | Bolívar                | Venezuela              |
| PZS  | SCTC | Flughafen Maquehue                   | Temuco           | Región de la Araucanía | Chile                  |
| PZU  | HSPN | Flughafen Bur Sudan                  | Port Sudan       | al-Bahr al-ahmar       | Sudan                  |
| PZY  | LZPP | Flughafen Piešťany                   | Piešťany         | Trnavský kraj          | Slowakei               |